# DISTANCE (漫画家)
DISTANCE（ディスタンス）は、日本の漫画家。男性。京都府出身。主に成人向け漫画を執筆している。ペンネームの由来はALFEEの曲「星空のディスタンス」。1993年8月、「COMICパピポ 外伝 夏号」（フランス書院）に「恋人になりたい」でデビュー。滋賀県在住。

## 単行本

### 成人向け
- 『ワンナイト★ドリーム』 （1994年10月、フランス書院〈Xコミックス〉 ISBN 4-82967-738-4）
- 『元気を出して!!』 （1996年7月、茜新社〈にんじんコミックス〉 ISBN 4-87182-212-5）
- 『ペパーミントカフェ』 （1997年4月、ヒット出版社〈セラフィンコミックス〉 ISBN 4-938544-97-0）
- 『部長より愛をこめて』 （ヒット出版社、全3巻）
  1. 1998年8月 ISBN 4-89465-047-9
  2. 1999年9月 ISBN 4-89465-100-9
  3. 2000年12月 ISBN 4-89465-146-7
- 『倖せになりたい』 （1999年11月、双葉社〈アクションコミックス〉 ISBN 4-575-93654-5）
- 『帰還』 （2001年4月、ヒット出版社〈セラフィンコミックス〉 ISBN 4-89465-161-0）
- 『ミカエル計画 今日から僕はオンナのコ』 （ジェーシー出版〈ジェーシーコミックス〉、全3巻）
  - VOL.1 2002年5月 ISBN 4-901858-03-3
  - VOL.2 2002年12月 ISBN 4-901858-12-2
  - VOL.3 2003年9月 ISBN 4-901858-21-1
- 『ミカエル計画 新装版』 （ヒット出版社〈ジェーシーコミックス〉、全3巻）
  1. 2008年7月 ISBN 978-4-89465-402-0
  2. 2008年8月21日[2] ISBN 978-4-89465-406-8
  3. 2008年9月12日[2] ISBN 978-4-89465-408-2
- 『倖せになりたい』 （2002年5月、双葉社〈アクションコミックス〉 ISBN 4-575-82687-1） ※成年向けマーク無し
- 『MySLAVE』 （2003年12月、ジェーシー出版〈ジェーシーコミックス〉 ISBN 4-901858-24-6）
  - 新装版 （2009年4月、ヒット出版社〈セラフィンコミックス〉 ISBN 978-4-89465-451-8）
- 『MySISTER』 （2004年12月、ジェーシー出版〈ジェーシーコミックス〉 ISBN 4-901858-36-X）
  - 新装版 （2009年4月、ヒット出版社〈セラフィンコミックス〉 ISBN 978-4-89465-437-2）
- 『墜ちる天使』 （ジェーシー出版〈ジェーシーコミックス〉、全2巻）
  1. 2005年7月 ISBN 4-901858-43-2
  2. 2006年5月 ISBN 4-901858-53-X
- 『しちゃう?』 （2007年5月、ジェーシー出版〈ジェーシーコミックス〉 ISBN 978-4-90185-865-6）
  - 新装版 （2009年3月、ヒット出版〈セラフィンコミックス〉 ISBN 978-4-89465-431-0）
- 『美〜ちく♥』 （2008年4月19日[3]、コアマガジン〈メガストアコミックス〉 ISBN 978-4-86252-384-6）
  - 新装版 （2017年9月30日[4]、ジーオーティー〈GOT COMICS〉 ISBN 978-4-81480-050-6）
- 『HHH トリプルエッチ♥』 （2009年12月19日[3]、コアマガジン〈メガストアコミックスシリーズ〉 ISBN 978-4-86252-753-0）
  - 新装版 （2017年7月31日[5]、ジーオーティー〈GOT COMICS〉 ISBN 978-4-81480-041-4）
- 『じょしラク!』 （2014年4月20日第1刷発行、ワニマガジン社〈ワニマガジンコミックススペシャル〉 ISBN 978-4-86269-296-2）[6]
  - 新装版 （2018年12月7日初版発行〈2018年11月24日発売[7]〉、ジーオーティー〈GOT COMICS〉 ISBN 978-4-8148-0117-6）
- 『あねこもり』 （2015年5月、ワニマガジン社〈ワニマガジンコミックススペシャル〉 ISBN 978-4-86269-369-3）[8]
  - 『あねこもりplus』 （2020年2月29日[9]、ジーオーティー〈GOT COMICS〉 ISBN 978-4-82360-022-7）
- 『じょしラク!～2 Years Later～』 （ジーオーティー〈GOT COMICS〉、全4巻）
  1. 2017年6月7日初版発行（2017年5月25日発売[10]） ISBN 978-4-8148-0029-2
  2. 2018年10月7日初版発行（2018年9月25日発売[11]） ISBN 978-4-8148-0116-9
  3. 2022年1月31日[12] ISBN 978-4-82360-278-8
  4. 2022年1月31日[13] ISBN 978-4-82360-279-5
- 『ひなた♡ひなたplus』 （2020年3月25日[14]、ジーオーティー〈GOT COMICS〉 ISBN 978-4-82360-033-3）
- 『じょしラク!～3 Years Later～』 （2024年9月30日発売、ジーオーティー〈GOT COMICS〉ISBN 978-4-82360-739-4）

### 一般向け
- 『妄筆ハルシネーション』 （角川書店〈角川コミックス・エース〉、全3巻）
  1. 2010年12月2日[15] ISBN 978-4-04715-577-0
  2. 2011年6月30日[16] ISBN 978-4-04715-734-7
  3. 2012年3月1日[17] ISBN 978-4-04120-140-4